# Oberamt Zell
Das Oberamt Zell war ein vom Anfang bis zum Ende des 18. Jahrhunderts bestehender Verwaltungs- und Gerichtsbezirk im Kurfürstentum Trier. Ihm waren die Ämter Amt Baldeneck, die Hasericher Pflege und das Amt Zell sowie Lötzbeuren nachgeordnet.

## Geschichte
Anfang des 18. Jahrhunderts wurde die hohe Gerichtsbarkeit für die dazugehörigen Ämter in Zell konzentriert. Auch wurde die Funktion des Amtmanns zunehmend in Personalunion durch den Amtmann im Amt Zell wahrgenommen. So war der letzte kurtrierer Amtmann Ludwig Wilhelm Joseph Freiherr von Boos zu Waldeck und Montford Oberamtmann von Zell und Baldeneck.
Die Situation von Lötzbeuren war speziell: Der Ort gehörte nicht direkt zur Hasericher Pflege. Da die kurtrierischen Leibeigenen die überwiegende Mehrheit der Bevölkerung stellten, rechnete Trier das Dorf zu seinem Besitz, konnte aber keine weitergehenden Herrschaftsrechte geltend machen. Darüber hinaus war die Bevölkerung dort evangelisch.
1780 erfolgte ein umfangreicher Gebietstausch. Kurtrier erhielt die Vogtei Senheim und die bis dahin dreiherrischen (Kurtrier, Pfalz-Zweibrücken, Metternich) Orte und einen Teil des Baldenecker Burgfriedens. 1784 kam noch die Haseriche Pflege und Hesseweiler hinzu. Im Gegenzug gab Kurtrier Dommershausen und Eveshausen an Metternich-Winneburg-Beilstein und Buch, Mörsdorf, Mörz und Uhler an Pfalz-Zweibrücken. 1780 wurde das Amt Baldeneck aufgehoben und die Amtsorte dem Amt Zell zugeordnet. Damit war das Oberamt direkt für die Amtsorte zuständig.
Mit der Einnahme des Linken Rheinufers durch französischen Revolutionstruppen wurde das Amt nach 1794 aufgelöst. In der Franzosenzeit gehörte das Gebiet zum Kanton Zell.

## Amtssitz
Der Amtmann hatte seinen Sitz in dem ehemaligen Kurtrierischen Burghaus in Zell. Dieses Gebäude wurde 1532 erbaut und ist ein dreigeschossiger Fachwerk-/Massivbau. Die Treppen sind mit dem Baujahr 1532 bezeichnet, moselseitig wurde im 16. Jahrhundert ein dreigeschossiger Massivbau hinzugefügt. Das Gebäude mit Adresse Balduinstraße 37 steht unter Denkmalschutz.